# Cherokee, Iowa
Cherokee là một thành phố thuộc quận Cherokee, tiểu bang Iowa, Hoa Kỳ. Năm 2010, dân số của thành phố này là 5253 người.

## Dân số
Dân số qua các năm:
- Năm 2000: 5369 người.
- Năm 2010: 5253 người.